# Kindia (regio)
Kindia is een van Guinee's acht regio's en ligt aan de kust in het westen van het land. In 1998 werd het aantal inwoners van de regio geschat op meer dan 930.000. Kindia heeft een oppervlakte van ruim 30.000 vierkante kilometer.

## Grenzen
Kindia heeft een zeegrens:
- Met de Atlantische Oceaan in het zuidwesten.

De regio heeft ook een internationale grens:
- Met de provincie Northern van buurland Sierra Leone in het zuidoosten.

Verder grenst Kindia aan vier andere regio's van Guinee:
- Het schiereiland van de hoofdstedelijke Conakry in het noorden van de kustlijn.
- Boké in het noorden en het westen.
- Een korte grens met Labé in het noordoosten.
- Mamou in het oosten.

## Prefecturen
De regio is verder verdeeld in vijf prefecturen:
- Coyah
- Dubréka
- Forécariah
- Kindia
- Télimélé

Boké · Conakry · Faranah · Kankan · Kindia · Labé · Mamou · Nzérékoré